# Emily Brydon
Emily Brydon (Fernie, 27 aprile 1980) è un'ex sciatrice alpina canadese specializzata nelle gare veloci.

## Biografia

### Stagioni 1996-2002
Originaria di Fernie e attiva in gare FIS dal novembre del 1995, in Nor-Am Cup la Brydon esordì il 12 dicembre 1996 a Crested Butte in supergigante (9ª), ottenne il primo podio il 7 dicembre 1997 a Lake Louise in supergigante (2ª) e la prima vittoria l'11 dicembre 1997 a nella medesima località in discesa libera; nella stagione 1997-1998 si aggiudicò il trofeo continentale nordamericano. Sempre a Lake Louise e sempre in discesa libera esordì anche in Coppa del Mondo, il 27 novembre 1998; nel 2000 vinse la medaglia d'oro nella combinata e quella d'argento nello slalom speciale, dietro ad Anja Pärson, ai Mondiali juniores del Québec.
Ottenne il primo podio in Coppa del Mondo il 16 dicembre 2000 a Sankt Moritz in discesa libera (3ª) e ai successivi Mondiali di Sankt Anton am Arlberg 2001, suo esordio iridato, si piazzò 12ª nel supergigante, 7ª nella combinata e non completò la discesa libera. L'anno dopo ai XIX Giochi olimpici invernali di Salt Lake City 2002, suo esordio olimpico, si classificò 38ª nello slalom gigante e 27ª nello slalom speciale.

### Stagioni 2003-2008
Ai Mondiali di Sankt Moritz 2003 fu 18ª nella discesa libera, 23ª nel supergigante, 24ª nello slalom gigante, 20ª nello slalom speciale e 11ª nella combinata, mentre nella successiva rassegna iridata di Bormio/Santa Caterina Valfurva 2005 si piazzò 11ª nella discesa libera, 21ª nel supergigante e 13ª nella combinata; il 17 marzo dello stesso anno ottenne l'ultima vittoria, nonché ultimo podio, in Nor-Am Cup, a Le Massif in discesa libera.
L'anno dopo ai XX Giochi olimpici invernali di Torino 2006 si classificò 20ª nella discesa libera, 9ª nel supergigante e 13ª nella combinata; ai Mondiali di Åre 2007 si piazzò 24ª nella discesa libera, 13ª nel supergigante, 34ª nello slalom gigante e 10ª nella supercombinata e nella stagione successiva conquistò la sua unica vittoria in Coppa del Mondo, il 3 febbraio 2008 a Sankt Moritz in supergigante.

### Stagioni 2009-2010
Ai Mondiali di Val-d'Isère 2009, suo congedo iridato, si piazzò 11ª nella discesa libera, 13ª nel supergigante e non completò la supercombinata; il 15 dicembre dello stesso anno ottenne l'ultimo podio in Coppa del Mondo, a Lake Louise in discesa libera (3ª), e ai successivi XXI Giochi olimpici invernali di Vancouver 2010, sua ultima presenza olimpica, si classificò 16ª nella discesa libera, 14ª nella supercombinata e non concluse il supergigante.
Si ritirò al termine di quella stessa stagione 2009-2010; la sua ultima gara in Coppa del Mondo fu il supergigante di Garmisch-Partenkirchen del 12 marzo (15ª) e la sua ultima gara in carriera fu lo slalom speciale dei Campionati canadesi 2010, disputato il 27 marzo a Nakiska e chiuso dalla Brydon al 6º posto.

## Palmarès

### Mondiali juniores
- 2 medaglie:
  - 1 oro (combinata a Québec 2000)
  - 1 argento (slalom speciale a Québec 2000)

### Coppa del Mondo
- Miglior piazzamento in classifica generale: 14ª nel 2008
- 9 podi:
  - 1 vittoria
  - 2 secondi posti
  - 6 terzi posti

#### Coppa del Mondo - vittorie
| Data            | Località     | Paese    | Specialità |
| --------------- | ------------ | -------- | ---------- |
| 3 febbraio 2008 | Sankt Moritz | Svizzera | SG         |

Legenda:

SG = supergigante

### Coppa Europa
- Miglior piazzamento in classifica generale: 11ª nel 2000
- 4 podi:
  - 2 vittorie
  - 1 secondo posto
  - 1 terzo posti

#### Coppa Europa - vittorie
| Data            | Località | Paese    | Specialità |
| --------------- | -------- | -------- | ---------- |
| 9 gennaio 2000  | Rogla    | Slovenia | SL         |
| 19 gennaio 2000 | Haus     | Austria  | DH         |

Legenda:

DH = discesa libera

SL = slalom speciale

### Nor-Am Cup
- Vincitrice della Nor-Am Cup nel 1998[1]
- Vincitrice della classifica di discesa libera nel 1998[1]
- Vincitrice della classifica di supergigante nel 1998[1]
- 19 podi:
  - 12 vittorie
  - 4 secondi posti
  - 3 terzi posti

#### Nor-Am Cup - vittorie
| Data             | Località      | Paese       | Specialità |
| ---------------- | ------------- | ----------- | ---------- |
| 11 dicembre 1997 | Lake Louise   | Canada      | DH         |
| 12 dicembre 1997 | Lake Louise   | Canada      | DH         |
| 10 febbraio 1998 | Crested Butte | Stati Uniti | SG         |
| 10 febbraio 1998 | Crested Butte | Stati Uniti | SG         |
| 8 febbraio 2000  | Deer Valley   | Stati Uniti | SL         |
| 5 marzo 2000     | Whistler      | Canada      | DH         |
| 6 marzo 2000     | Whistler      | Canada      | DH         |
| 7 marzo 2000     | Whistler      | Canada      | SG         |
| 7 marzo 2000     | Whistler      | Canada      | SG         |
| 19 marzo 2000    | Rossland      | Canada      | SL         |
| 1º marzo 2004    | Panorama      | Canada      | SG         |
| 17 marzo 2005    | Le Massif     | Canada      | DH         |

Legenda:

DH = discesa libera

SG = supergigante

SL = slalom speciale

### South American Cup
- Miglior piazzamento in classifica generale: 17ª nel 2008
- 1 podio:
  - 1 secondo posto

### Australia New Zealand Cup
- Miglior piazzamento in classifica generale: 15ª nel 2010
- 2 podi:
  - 1 secondo posto
  - 1 terzo posto

### Campionati canadesi
- 21 medaglie[2]:
  - 9 ori (supergigante nel 1998; discesa libera nel 1999; discesa libera, supergigante nel 2004; discesa libera, supergigante, slalom speciale, combinata[senza fonte] nel 2005; supergigante nel 2010)
  - 8 argenti (discesa libera nel 1998; supergigante, slalom speciale nel 1999; slalom gigante nel 2000; slalom speciale nel 2003; slalom speciale nel 2006; slalom speciale nel 2007; discesa libera nel 2010)
  - 4 bronzi (slalom speciale nel 2000; slalom speciale nel 2004; slalom gigante nel 2005; supercombinata nel 2010)